# Roger Dahi
Roger Dahi, arab. روجيه ضاحي, (ur. 7 grudnia 1961 w Damaszku) – syryjski strzelec specjalizujący się w skeecie, olimpijczyk z Aten i Pekinu.

## Życiorys
Syryjczyk zaczął uprawiać sport w 1999 roku. Jest strzelcem praworęcznym. Żonaty, ma troje dzieci.

## Przebieg kariery
W 2002 wystartował w mistrzostwach świata w Lahti. Na nich uzyskał wynik 100 punktów i zajął 123. pozycję. W 2004 zanotował najlepszy w swej karierze występ w strzeleckich zawodach Pucharu Świata, zajmując 35. pozycję w konkursie rozegranym w Sydney, jak również reprezentował swój kraj na letniej olimpiadzie w Atenach. Na igrzyskach zajął 41. pozycję z dorobkiem 106 punktów.
W 2008 roku ponownie reprezentował swój kraj na letnich igrzyskach olimpijskich. W swej konkurencji znowu zajął 41. pozycję, tym razem z dorobkiem 91 punktów. Dwa lata później uzyskał najlepszy rezultat na mistrzostwach świata, podczas mistrzostw globu w Monachium uzyskał wynik 114 punktów, który uplasował go w końcowej klasyfikacji na 79. pozycji.